# 3584 Aisha
A 3584 Aisha (ideiglenes jelöléssel 1981 TW) a Naprendszer kisbolygóövében található aszteroida. Norman G. Thomas fedezte fel 1981. október 5-én.